# The Man from Laramie
The Man from Laramie is een Amerikaanse film uit 1955 van Anthony Mann met in de hoofdrollen James Stewart, Cathy O'Donnell en Arthur Kennedy.
De film is gebaseerd op het gelijknamige verhaal van Thomas T. Flynn, dat in afleveringen verscheen in The Saturday Evening Post tussen 2 januari en 20 februari 1954. Later werd het verhaal ook in boekvorm gepubliceerd. De plot wordt weleens omschreven als de westernversie van het toneelstuk King Lear van Shakespeare.
James Stewart en regisseur Anthony Mann werkten samen aan vijf westerns: Winchester '73 (1950), Bend of the River (1952), The Naked Spur (1953), The Far Country (1954) en The Man from Laramie.

## Verhaal
Vermomd als huifkarberijder arriveert de kapitein van de cavalerie Will Lockhart na een lange reis vanuit Laramie in het stadje Coronado. Zijn opdracht is om een aanval van een groepje indianen op een cavalerie-patrouille te onderzoeken. Bij de aanval is de broer van Lockhart gesneuveld. Als Will in het stadje de winkel van Barbara Waggoman binnenstapt vindt hij tot zijn schrik een repeteergeweer. Het wapen blijkt afkomstig te zijn van een Apachekrijger. Samen met zijn vriend, de oude Charley O'Leary gaat Will op onderzoek. Ze bezoeken onder andere de Half Moon de ranch van Kate Canady. Kate is onder de indruk van Will en biedt hem een baan aan, maar die weigert en zet zijn onderzoek voort. Ook is er een confrontatie met Dave Waggoner, de neef van Barbara, die dreigt Will te lynchen vanwege een vermeende diefstal. Het blijkt al snel dat iemand uit Coronado repeteergeweren, aan de Apachen verkoopt. De dorpsdronkaard Boldt geeft Will informatie in ruil voor drank. Volgens hem hebben de indianen de geweren gebruikt bij de aanval op de legerpatrouille waarbij Wills broer is omgekomen. Later op de avond valt Boldt onverwacht Will aan en wordt door de laatste neergeslagen. Als Will terugkeert in de stad wordt hij gearresteerd door sheriff Tom Quigby, het lijk van Boldt is gevonden. In zijn cel krijgt Will bezoek van Alec Waggoman, de oom van Barbara en de machtigste man in Coronado. Will weet dat Alec genadeloos omgaat met de inwoners van de stad. Alec biedt Will een advocaat aan en belooft hem dat de rechter hem zal vrijspreken. In ruil hiervoor moet Will de stad verlaten. Als de verbaasde Will informeert naar de reden van het aanbod, bekent Alec dat hij een droom heeft gehad waarin een vreemdeling zijn zoon Dave doodt. Will lacht om de droom en weigert de hulp van Alec. Uiteindelijk betaalt Kate Canady zijn borg en biedt hem nogmaals een baan aan. Alec hoort hiervan en is er nu van overtuigd dat Will een huurmoordenaar is die zijn zoon zal doden. Hij vraagt zijn voorman Vic Hasbro om hem te helpen zijn zoon te beschermen in ruil voor een deel van de ranch. Dave heeft dit echter gehoord. Niet lang daarna hebben Will en Dave hun tweede confrontatie. Er is een schotenwisseling en Dave wordt in zijn hand geraakt. De mannen van Dave overmeesteren Will en schieten hem uit wraak ook in de hand. Dave rijdt vervolgens naar de bergen en ontmoet Vic. Beide mannen hebben een grote lading geweren verborgen. Dave wil ze aan de Apachen willen geven om de Half Moon te overvallen, maar Vic zegt dan dat ook de ranch van Waggomans gevaar loopt. Woedend over deze ongehoorzaamheid trekt Dave hierop zijn revolver, maar Vic is sneller en schiet de ander dood. Als Alec hoort van zijn zoons dood reageert hij furieus. Hij verdenkt Will van de moord op Dave en gaat op weg hem te doden. In plaats daarvan ontdekt de halfblinde rancher de geweren die zijn zoon en Vic hebben gekocht. Hij roept zijn voorman ter verantwoording. Maar Vic duwt de oude man in het ravijn, waar hij later door Will wordt gevonden. De oude man is gewond en blind geworden, maar niet in levensgevaar. Hij wordt Will naar de Half Moon gebracht en als hij bijkomt onthult Alec de vindplaats van de geweren. Onmiddellijk gaat Will op jacht naar Vic en vindt de voorman bij de wapens, bezig rooksignalen te sturen naar de Apachen. Er volgt een gevecht en Will dwingt Vic de kar met de geweren over de klif te duwen. Dit lukt maar Vic weet te ontsnappen. Hij wordt echter door de razende Apachen vermoord. Terug op de Half Moon hoort Will dat Alec en Kate plannen maken om te trouwen. Hijzelf maakt zich op om verder naar het westen te gaan en zich weer te melden bij het leger. Voor hij gaat, maakt hij echter nog een stop bij de winkel van Barbara en belooft haar dat hij snel zal terugkeren.

## Rolverdeling

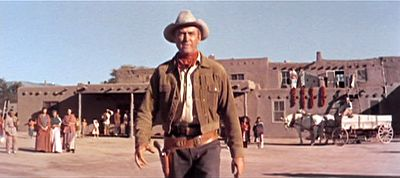
James Stewart

| Acteur          | Personage        |
| --------------- | ---------------- |
| James Stewart   | Will Lockhart    |
| Arthur Kennedy  | Vic Hasbro       |
| Donald Crisp    | Alec Waggoman    |
| Cathy O'Donnell | Barbara Waggoman |
| Alex Nicol      | David Waggoman   |
| Aline MacMahon  | Kate Canady      |
| Wallace Ford    | Charles O'Leary  |
| Jack Elam       | Chris Boldt      |
| James Millican  | Tom Quigby       |
| Frank DeKova    | Padre            |

## Productie
De film werd op locatie opgenomen in New Mexico in Santa Fe, bij de Bonanza Creek Ranch, Taos en Tesuque Pueblo. Stewart genoot van het landschap en leek op te bloeien in het gezelschap van de filmcrew. Hij werd er zelfs een beetje overmoedig van. Tot zijn grote afgrijzen hoorde de regisseur Anthony Man zijn hoofdrolspeler vragen om een aantal stunts zelf te doen. Stewart was inmiddels van middelbare leeftijd en het idee dat zijn ster een verwonding zou oplopen deed Mann de rillingen door zijn lijf lopen. De scène die Stewart zelf wilde doen was dan ook niet de eerste de beste. Hij zou aan lasso vastgebonden over de grond worden gesleurd en door een acteur te paard worden voortgesleept door een brandend kampvuur. Volgens Stewart zou het goed zijn als hij de stunt zelf deed. Het was maar een korte scène en Mann zou voldoende close-ups kunnen maken. Uiteindelijk gaf de regisseur toe en de sequens werd voltooid in één take van ongeveer negentig seconden.